# Alerta nocturna
Alerta nocturna es una novela de Clive Cussler, escrita junto a Jack Du Brul. Fue plubicada en 2005.

## Argumento
Continua con las aventuras del buque de carga Oregón.
El Oregón acude en auxilio de un barco hundido y el capitán Juan Cabrillo consigue salvar a una tripulante que les pondrá tras la pista de una siniestra organización criminal que se dedica a traficar con inmigrantes chinos para usarlos como mano de obra esclava en un remoto lugar de la península de kamchatka.